# Adam Rodriguez
Adam Michael Rodriguez, född 2 april 1975 i Yonkers, New York, USA, är en amerikansk skådespelare, manusförfattare och regissör.

## Filmografi

### Filmer
- 2000 – Details
- 2001 – Impostor
- 2002 – King Rikki
- 2005 – Keeper of the Past
- 2006 – Love & Debate
- 2006 – Splinter
- 2006 – Unknown
- 2007 – Take
- 2008 – B.O.H.I.C.A.
- 2008 – A Kiss of Chaos
- 2008 – Christmas Break
- 2008 – 15 Minutes of Fame
- 2009 – I Can Do Bad All By Myself
- 2010 – Let the Game Begin
- 2010 – Cielito lindo
- 2010 – Caught in the Crossfire
- 2012 – Magic Mike
- 2014 – About Last Night
- 2014 – Lovesick
- 2015 – Magic Mike XXL
- 2017 – Axis
- 2017 – CHiPs
- 2018 – Superhjältarna 2
- 2023 – Magic Mike's Last Dance
- 2023 – Scrambled
- 2024 – Winter Spring Summer or Fall

### TV-serier
- 1997 – NYPD Blue
- 1997 – Brooklyn South
- 1999 – Ryan Caulfield: Year One
- 1999 – Law & Order
- 1999 – Felicity
- 2001 – All Souls
- 2001 – Resurrection Blvd.
- 2001 – Roswell
- 2002 – CSI: Crime Scene Investigation
- 2002 – CSI: Miami
- 2003 – Queens Supreme
- 2004 – Six Feet Under
- 2005 – Kim Possible
- 2005 – Category 7: The End of the World
- 2007 – NCIS
- 2009 – Ugly Betty
- 2010 – Psych
- 2011 – Sesame Street
- 2012 – Necessary Roughness
- 2013 – The Goodwin Games
- 2014 – Reckless
- 2015 – The Night Shift
- 2015 – Jane the Virgin
- 2015 – Empire
- 2015 – Runner
- 2016 – Chunk & Bean
- 2016 – Lip Sync Battle
- 2016 – Criminal Minds
- 2020 – Penny Dreadful: City of Angels
- 2020 – One Day at a Time
- 2021 – Ordinary Joe